# مارفن باور
مارفن باور (بالإنجليزية: Marvin Bower)‏ هو محامي أمريكي، ولد في 1 أغسطس 1903 في سينسيناتي في الولايات المتحدة، وتوفي في 22 يناير 2003 في دلراي بيتش في الولايات المتحدة.